# Eriobotrya japonica
Rhaphiolepis loquata
Ne doit pas être confondu avec Néflier.
Espèce
Classification phylogénétique
Le néflier du Japon, bibacier ou bibassier (Eriobotrya japonica) est une espèce de plantes à fleurs de la famille des Rosacées (tribu des Maleae). C'est un arbre fruitier cultivé pour son fruit comestible, la nèfle du Japon ou bibace ou bibasse, pour sa feuille utilisée en tisane, ou comme plante ornementale.
C’est un arbre distinct du néflier commun (Mespilus germanica), adapté aux climats froids, alors que le néflier du Japon préfère les régions chaudes. Il ne faut pas non plus le confondre avec le néflier d'Amérique (Diospyros digyna), un grand arbre tropical, originaire du Mexique et d'Amérique centrale, qui donne un fruit à consommer blet.

## Description

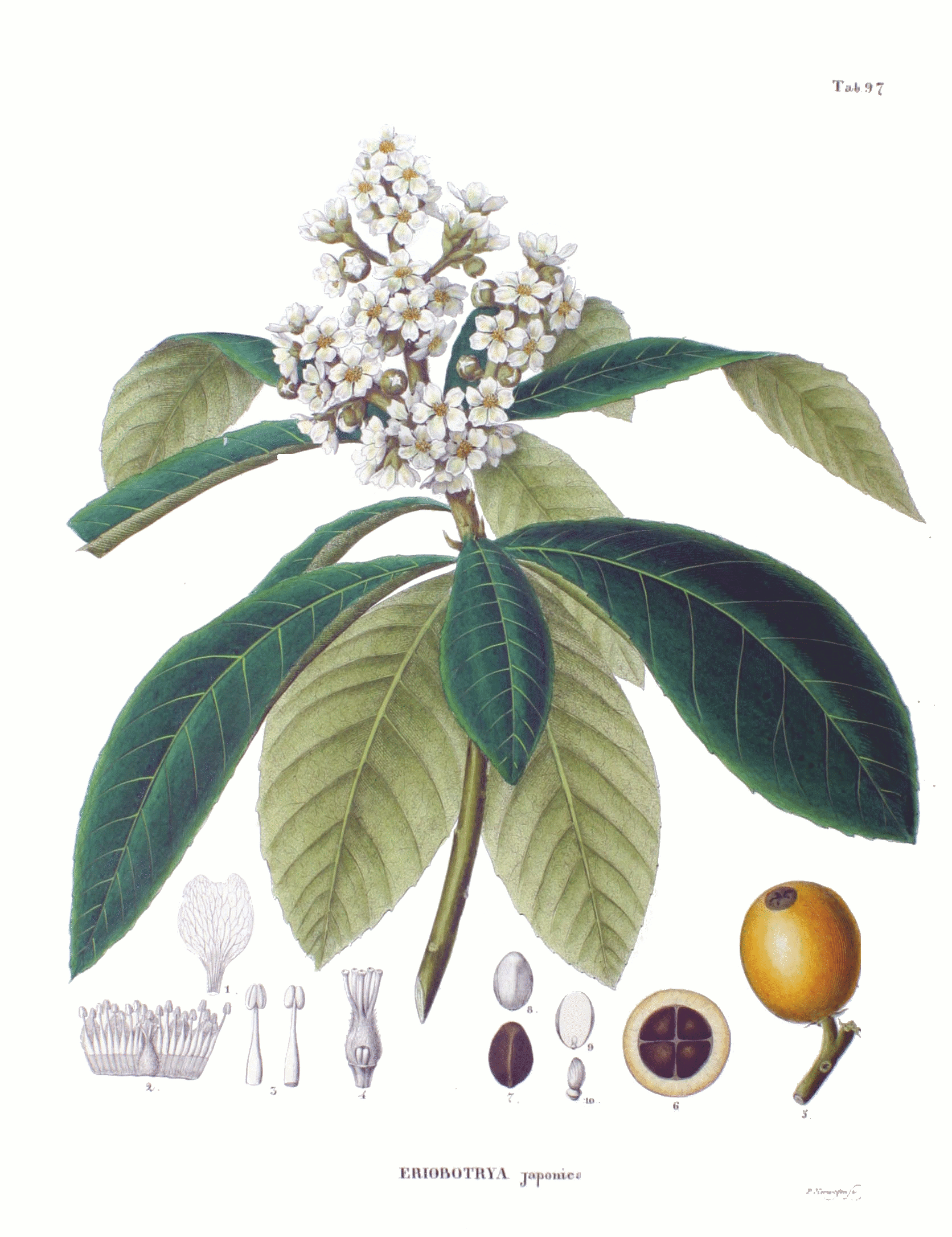
Eriobotrya japonica.

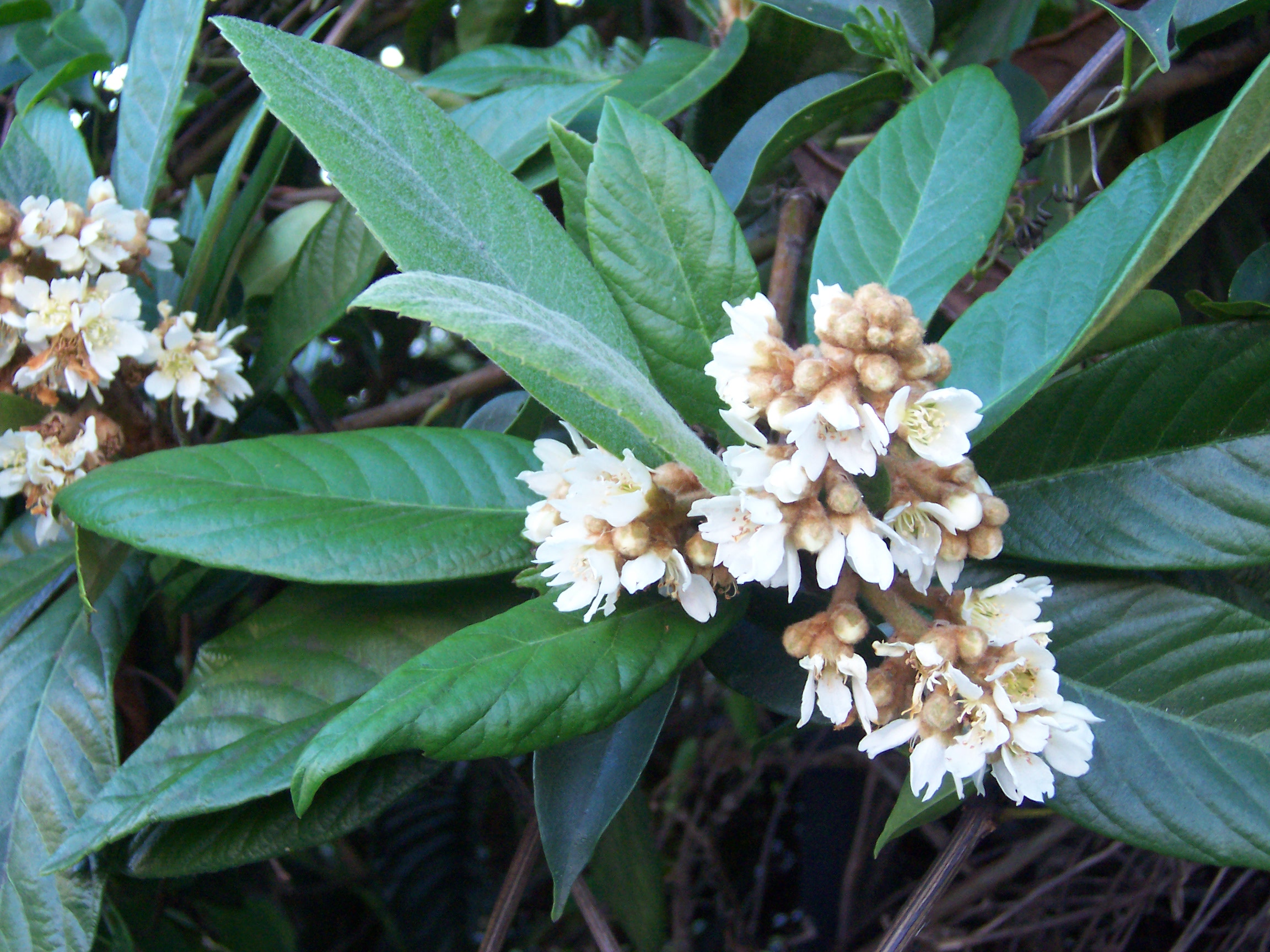
Fleurs.

La taille est variable selon les cultivars (formes naines à arbres de 12 m), à port érigé. Les jeunes rameaux et bourgeons sont cotonneux (eriobotrya signifie « grappe de laine » en grec).
Les racines sont grêles, pas envahissantes, l'arbre peut donc être planté près d'un bâtiment, en revanche il craint les vents forts, et on doit éviter de travailler le sol au pied de l'arbre. Un paillis est favorable.
Les feuilles simples, alternes, persistantes sont de grande taille, jusqu'à 25 cm de long et fortement nervurées. Elles sont assez coriaces et ont le bord du limbe denté. Leur face supérieure est vert foncé, luisante, tandis que leur face inférieure est tomenteuse et roussâtre.
Les fleurs blanches sont réunies en thyrses. Chose très inhabituelle parmi les arbres fruitiers, les fleurs s'épanouissent en automne ou au début de l'hiver et les fruits atteignent leur maturité à la fin de l'hiver ou au début du printemps. La nouaison n'intervient que si les températures sont douces en fin d'automne, la fleur gèle à −5 °C.
Les fruits ovoïdes, de couleur jaune orangé ou ivoire, sont des baies à chair orangée ou blanche jaunâtre, à goût acidulé, très juteuses. Les pépins, brun noir, sont de taille variable, les arbres de semis ont peu de pulpe, les meilleures sélections fruitières ont des pépins moyens à petits.

## Origine

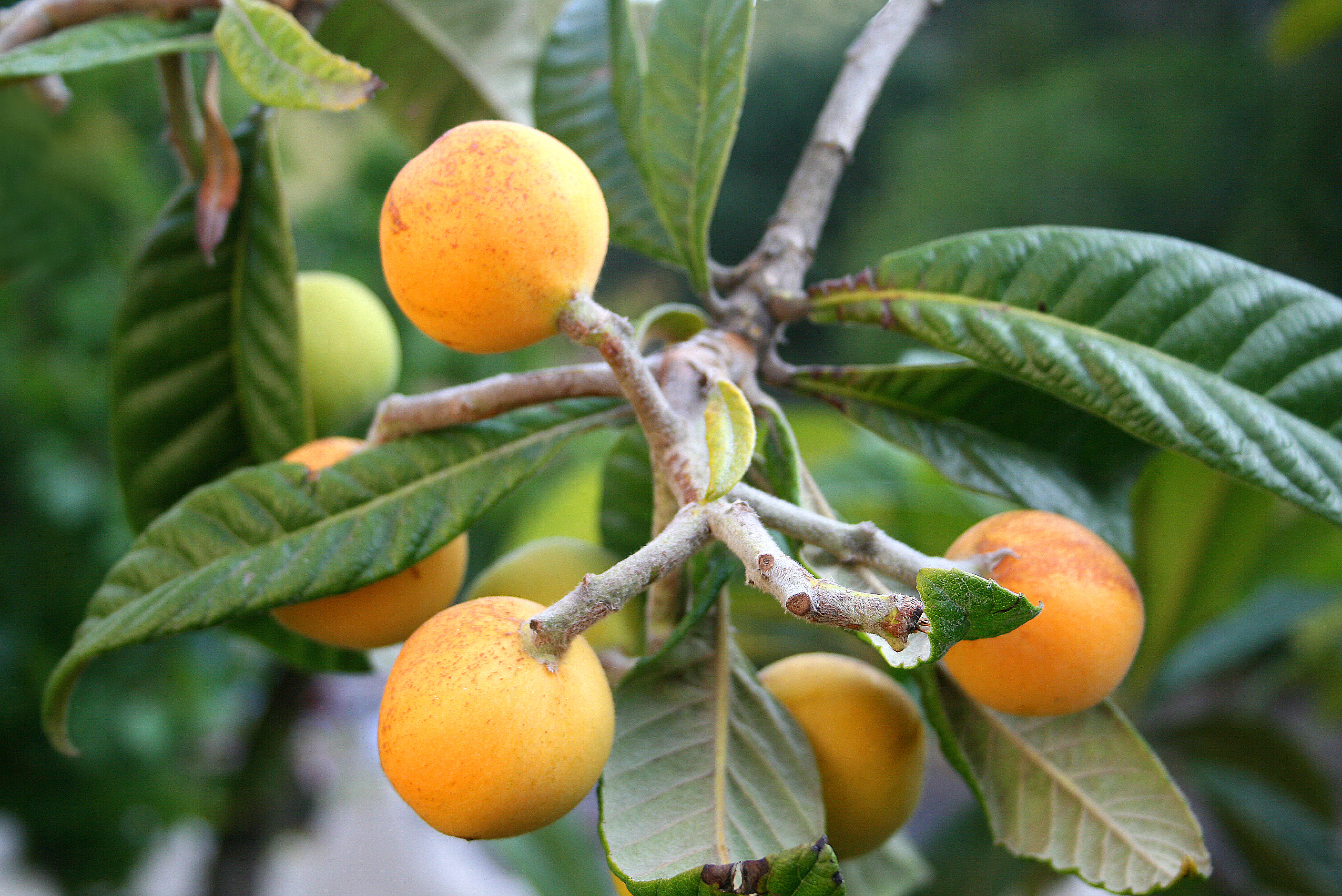
Fruits du néflier du Japon.

### Étymologies
Le nom latin du genre Eriobotrya vient du grec erion, laine, et botrys, grappe, en référence au duvet laineux présent sur les inflorescences.
Le nom bibacier, arbre à biba, vient du chinois : 枇杷 ; pinyin : pípá (nom du fruit, l'arbre est appelé (chinois simplifié : 枇杷树 ; chinois traditionnel : 枇杷樹 ; pinyin : pípá shù ; litt. « arbre à pipa ») (Eriobotrya japonica (Thunb.) Lindl., 1821). Ce nom est déjà utilisé au moins depuis la dynastie Song du Nord (960–1126) avec l'ouvrage 《孔氏談苑》 (« conversation sur le jardin » de Kong, dans le premier rouleau) de Kong Pingzhong (zh) (孔平仲). Alain Rey donne pour origine le portugais bibas, c'est en fait un terme en mirandais (où bibas est le pluriel de bibo : vivant, intelligent, la plante est appelée nespereira en portugais), et Jorge Álvares, premier portugais arrivé en Chine, y arrive en 1513,[source insuffisante].
De façon plus détaillée, il vient du chinois chinois : 琵琶果 ; pinyin : pípá guǒ, signifiant fruit [en forme de] pípá (琵琶), un instrument de musique. La graphie chinoise de l'arbre a ensuite changé tout en remplaçant la clé des deux pièces de jades utilisé pour les instruments à cordes (珏) par celle du bois destiné aux arbres (木) la prononciation de l'instrument y est conservée ; chinois : 枇杷 ; pinyin : pípá.
Le fruit tout comme l'instrument de musique "biwa" en japonais ont donné leur nom au lac Biwa près de Kyoto
En français, les orthographes « bibacier » ou « bibassier » (nom masculin) pour désigner la plante, « bibace » ou « bibasse » (nom féminin) pour désigner le fruit, sont admises.

### Domestication

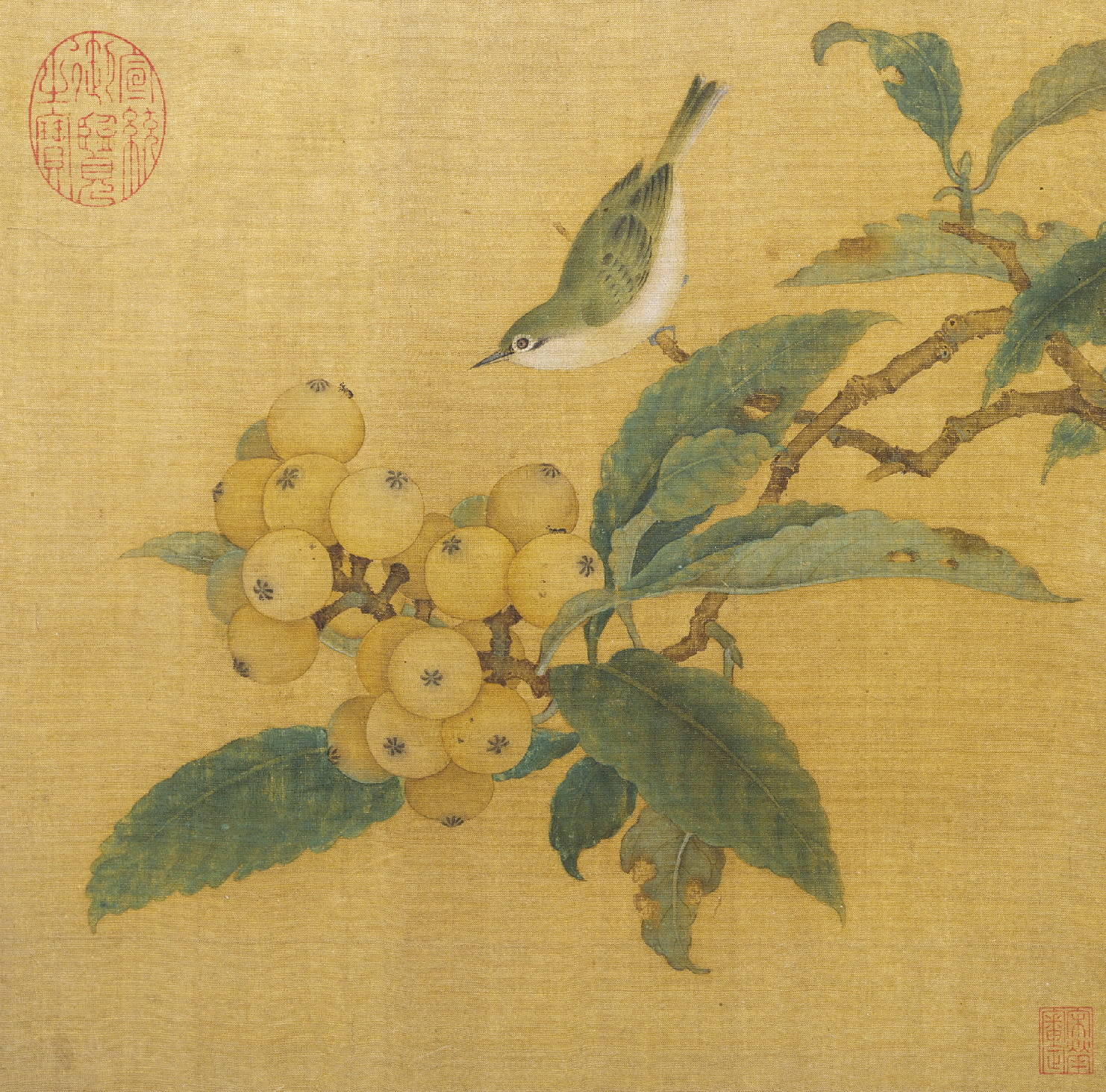
Une peinture dite « fleur et oiseaux » de la dynastie Song.

Les ancêtres sauvages du bibacier cultivé se rencontrent dans les montagnes du Sichuan et du Yunnan dans le sud-ouest de la Chine. La province de Hubei est probablement le centre d'origine de la plante cultivée, d'après le séquençage de 9 plants sauvages et 10 cultivars représentatifs réalisé en 2017. La culture du bibacier est attestée en Chine depuis 2 millénaires. Un moine bouddhiste l'aurait introduit au Japon au XIe siècle, sous la dynastie Tang, ou bien plus tôt selon d'autres sources. De là, il gagne à une date indéterminée l'Asie du Sud. Depuis le Japon, il gagne également le bassin méditerranéen au XVIIe siècle, les Amériques directement et via[Quoi ?] l'Europe et l'Australie. Suzanna Lyle donne une autre version de la mondialisation de cette plante : elle serait venue du Japon en Angleterre en 1650, où elle aurait donné des fruits sous serre et de là aurait gagné les Indes, l'Australie et la Nouvelle Zélande.
Plus de 1 000 cultivars ont été décrits dans la zone de primo-domestication chinoise. Hors de Chine, le Japon et l'Espagne (102 cultivars) possèdent d'importantes banques génétiques. 30 % des cultivars chinois sont à pulpe blanche, les cultivars à pulpe orange étant les plus largement répartis et divisés en 2 écotypes : les subtropicaux nord et sud. Le groupe subtropical nord (NSCG) est le plus représenté au Japon par les cultivars Mogi, Tanaka et Nakasakiwase.
L'enjeu actuel de la domestication est l’obtention de cultivars sans noyau. Des polyploïdes naturels ont été décrits en 2007.

## Taxonomie
Eriobotrya japonica est d'abord décrite par Carl Peter Thunberg sous le nom de Mespilus japonica en 1780. L'espèce est transférée au genre Eriobotrya par John Lindley dans sa publication dans Transactions of the Linnean Society of London, 13(1), p. 102, een 1821,.

## Les principaux cultivars
Le néflier du Japon est cultivé dans les régions chaudes (rusticité USDA 8 à 11). Il ne doit pas être confondu avec le néflier commun (Mespilus germanica) qui préfère les climats froids (rusticté USDA 5 à 8).
On distingue traditionnellement, car la morphologie est variable selon les cultivars : 
- le « groupe chinois » (arbres à feuilles minces, fruit orange piriforme ou rond, pulpe orange, précoce) ;
- le « groupe japonais », (arbre à feuilles larges, fruit jaune pâle piriforme ou ovale, pulpe juteuse ivoire, tardifs) ;
- les sélections locales relevant de zones secondaires de domestication [13].

### Variétés du «groupe chinois»[13]
- « Tanaka », très tardif, partiellement autofertile — commun gros fruit chair pale. Résiste bien au froid. (semis d'une graine japonaise introduits par le ministère de l' Agriculture des États-Unis en 1902).
- « Thales » = « Golden nugget », proche de « Tanaka » mais hâtif, auto-fertile — fruit en poire chair orangée douce. Productif.
- « Oliver » (« Olivier » × « Tanaka »), le cultivar le plus cultivé en Floride.
- « Algérie » = « Algeri » = « Lindl »  petit fruit sucré de milieu de saison, auto-fertile et productif, le plus cultivé en Andalousie[14].
- « Peluche », gros fruit jaune pâle à saveur douce, tardif.
- « Magdal », très hâtif mais peu productif.

Comme indiqué, le groupe chinois ne représente pas les variétés cultivées en Chine parmi lesquelles : « Guanyu », « Tianzhong », « Bingtangzhong », « Taipinghong », etc..

### Variétés du «groupe japonais»
- « Advance », cultivar sélectionné par C. P. Taft en Californie en 1897. Proche de  « Champagne » mais mature plus tôt. Arbre naturellement nain mais bon pollinisateur pour d'autres cultivars. On le plante avec « Golden Yellow » et « Pale Yellow » en Inde.
- « Champagne », cultivar sélectionné par C. P. Taft en Californie en 1908, tardif, auto-fertile, variété commune à gros fruit.
- « Early red », cultivar sélectionné par C. P. Taft en Californie en 1909, variété répandue aux États-Unis, couleur rouge orangé, maturité précoce.

### Autres variétés[13]
Le CIHEAM a publié une liste des principaux cultivars méditerranéens classés par pays producteurs.
- Les australiennes : « Mammoth », « Enormity de Swell » très grande, « Victory » pulpe blanche ou crème, juteuse, sucrée.
- Les indiennes : « Large Agra », « Matchless » en forme de poire, « Ahdar », « Ahmar », « Fire Ball » arbre nain, pulpe claire et douce.
- Les égyptiennes : « Maamora Golden Yellow » à haut rendement (20 kg par arbre), « Golden Ziad ».
- Les israéliennes : « Saint Michel » tardive présente en Europe, « Tsrifin 8 » de très bonne qualité gustative.
- Les siciliennes : « Vaniglia » sub-acide et fragile, « Virticchiara », précoce, « la Rossa », « Nespolone di Trabia » et « Marchetto »[14].

Le classement des cultivars par dates de maturité est plus pertinent, on distingue :
- les cultivars très précoces (février) : Early Red
- Les précoces (mars, avril) : Champagne, Thales, Golden-Yellow, Large Round, Pale-Yellow, Thames Pride ;
- les mi-saison (avril, mai) : Algérie, Big Jim, Fire Ball, Mammoth, Matchless, Large Agra ;
- les cultivars tardifs : Advance, Golden Nugget, Peluche, Saint-Michel, Tanaka ou Victor.

## Culture
Le bibacier est une plante de climat subtropical de montagne (900 à 2 000 m. en Chine, jusqu'à 1 200 m. au Guatemala) et tempéré chaud . Il est largement cultivé pour ses fruits dans sa zone de rusticité, où il  peut se montrer envahissant. Dans les régions tempérées, il est utilisé pour l'ornement : L'arbre établi résiste au gel jusqu'à -11 °C.
Planter au soleil dans un sol bien drainé, la distance de plantation recommandée étant soit 3,5 × 7 m, soit 6 × 6 m. La plante est relativement indifférente au pH (de 5,5 à 7,8). 

### Soins
- Passer du blanc de chaux sur le tronc sensible au soleil,
- arroser régulièrement (dans son climat d'origine, il reçoit une pluviosité bien repartie tout au long de l'année, comprise entre 650 et 1 000 mm),
- fertiliser au printemps.

La plante est résistante à la plupart des maladies et des insectes, sensible au feu bactérien (pratiquer un élagage des zones atteintes).

### Multiplication
Le semis est possible avec des graines fraiches, mais l'arbre donnera le plus souvent des fruits à pulpe mince.
En semant tout de suite après la récolte, la germination se produira en moins d'un mois.
La multiplication se fait principalement par greffage. On peut greffer en fente, en anglaise, en couronne ou en écusson à œil poussant en fin d'hiver (mars-avril dès qu'il n'y a plus de risques de gel) ou à œil dormant en août ou septembre. Les fortes chaleurs et le gel sont les causes principales d'échec au niveau du greffage.
Les porte-greffes sont le franc de néflier du Japon pour les haute-tiges et le cognassier ou l'aubépine pour les formes naines, le poirier convient également. Les arbres greffés produisent des fruits dans les deux ans alors qu'il faudra patienter 7 à 10 ans pour un arbre issu de semis.
Le greffage sur autre chose qu'un semis de néflier accélère la mise à fruits mais réduit la durée de vie de l'arbre à 20 ans au lieu de 40 ans si greffé sur néflier.
Le marcottage aérien réalisé au printemps ou en été est une technique sûre, au même titre que le bouturage.

### Taille
Tailler après la récolte des fruits (donc en fin été ou début d'automne avant la floraison). La taille en gobelet demi-tige permet de maintenir les fruits assez faciles d'accès. La taille annuelle consiste à aérer l'intérieur de l'arbre et à supprimer les rameaux qui ont fructifié (l'arbre fructifie sur le bois de l'année) et à réduire la hauteur. Les fruits sont éclaircis en milieu d'hiver (on laisse 2 ou 3 fruits par groupe) afin d'obtenir des fruits plus gros et de limiter la tendance à l'alternance bisannuelle. Au Japon, les fruits sont mis en sac pour accélérer la maturation et les protéger des oiseaux qui en sont friands .

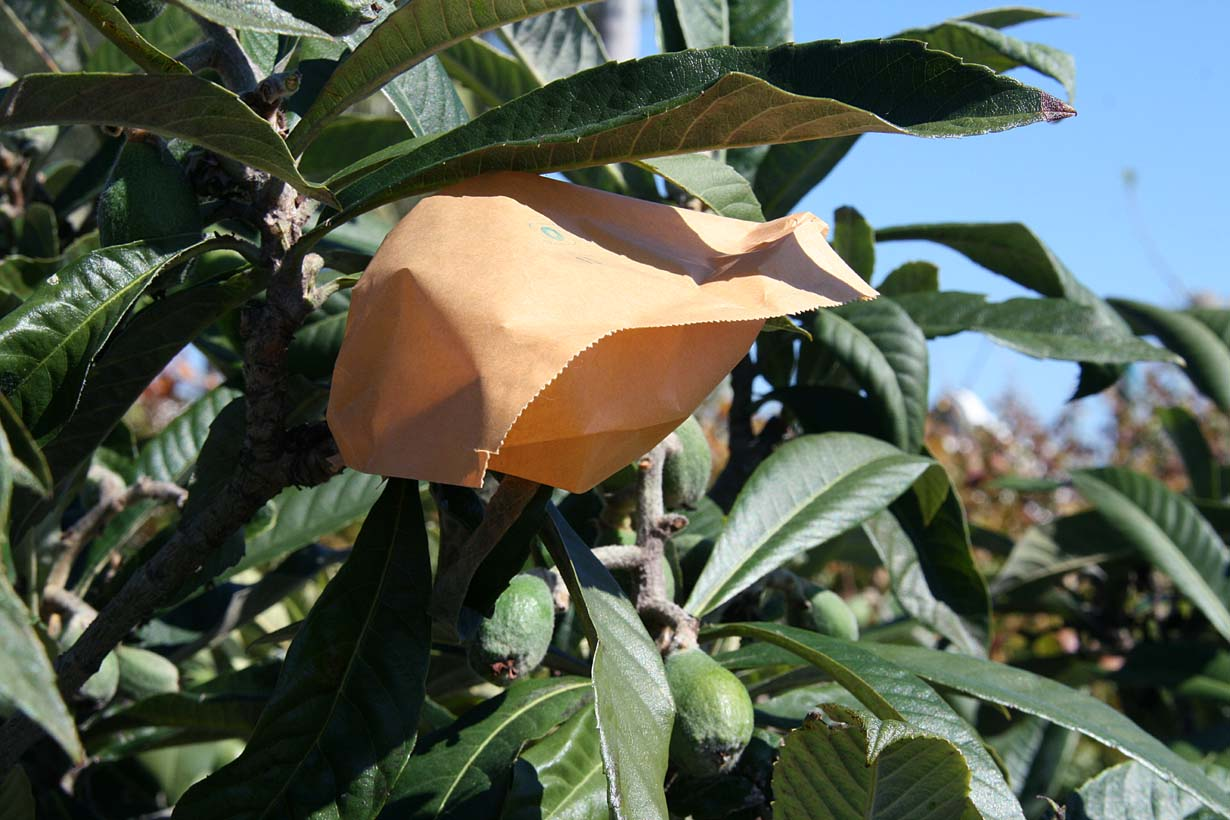
Mise en sac d'un groupe de fruits éclairci.

### Eclaircissage et alternance
On distingue 3 types d'inflorescences du néflier du Japon : celles issues des bourgeons à l'extrémité de l'axe principal, celles issues des bourgeons à l'extrémité des axes secondaires et enfin celles - peu florifères - issues de méristèmes axillaires qui se superposent visiblement à de jeunes feuilles. Seules les inflorescences issues des bourgeons à l'extrémité de l'axe principales produisent des fruits précoces, volumineux et de bonne qualité. C'est pourquoi un premier éclaircissage visent à ne conserver qu'elles en vue d'obtenir ces beaux fruits. En supprimant l'extrémité des inflorescences axillaires on provoque une nouaison tardive qui permet d'étaler la production de fruits jusqu'à 2 mois .
Un second éclaircissage - en février, mars - consiste à supprimer les extrémités des grappes après la nouaison (jeunes fruits visibles), il consiste à réduire chaque grappe à 6 à 8 fruits.
L'arbre est sensible à l'alternance biennale l'éclaircissage contribue à la réduire, l'application de gibbérelline les années de faible production (années off year) est une autre façon de réduire la floraison l'année suivante ,.

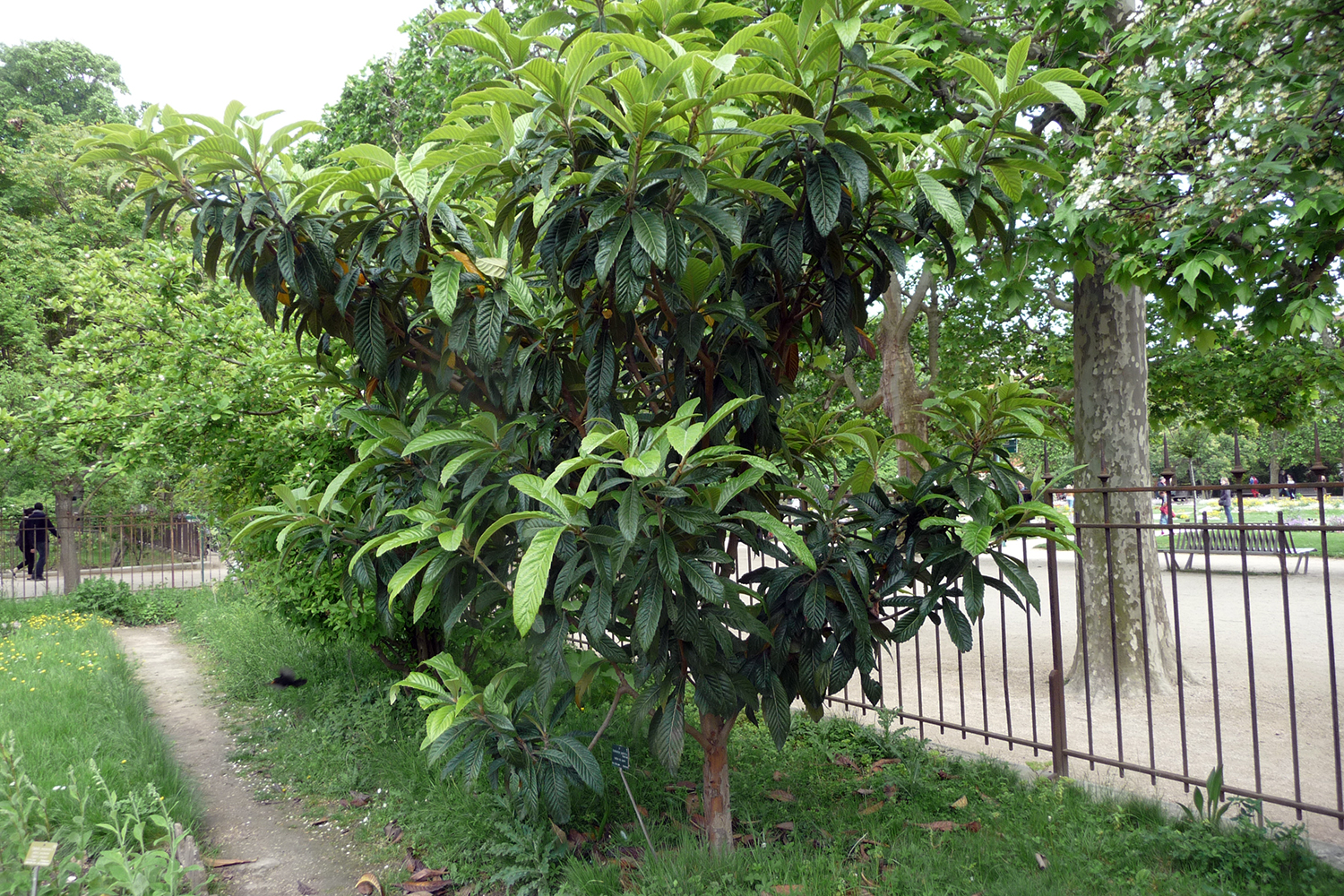
Aspect général.

## Utilisation
On cultive le néflier du Japon pour son fruit précoce, de saveur agréable, comestible directement ou transformé, sa graine qui torréfiée est un substitut du café, ses feuilles dont on fait une tisane au gout de pomme, son bois utilisé dans les contreplaqué, les manches d'outils, les instruments de musique, l'artisanat,. La fleur est spécialement riche en flavonoïdes et en composés phénoliques antioxydants.
Le bel aspect de l'arbre, toujours vert, résistant au vent, en favorise l'usage ornemental.

### Le fruit
- Les fruits (nèfle du Japon) sont consommés frais, crus ou cuisinés, on en fait des boissons (sirop, vin, liqueur).

### La feuille
- Les feuilles ou les fleurs: les plus grandes feuilles sont utilisées pour confectionner le thé de feuilles de bibacier couramment bu en Chine et au Japon [30]. En médecine traditionnelle chinoise elles sont utilisées en cataplasme[1].

### Fleurs et noyaux
- Les fleurs, les noyaux, sont utilisés comme complément alimentaire notamment pour leur contenu en tri terpénoïdes (acides ursolitique, tormentique, euscaphique, etc.) avec un long cortège d'indications rarement démontrées chez l'homme[31]. Les fleurs séchées sont également utilisée en tisane. En laissant macérer 44 noyaux, 44 jours dans de l'alcool avec 44 morceaux de sucre on obtient une liqueur de nèfle très parfumée intitulée 44. Une recette proche avec du lait permet de faire le nespolino[32].

### Horticulture
- Le bibacier peut être utilisé comme porte-greffe pour le poirier [33]. Il donnera un poirier de vigueur moyenne, utilisable pour les formes palissées, mise à fruits assez lente.

### Plante décorative
- Arbre ornemental : ce sont des plantes décoratives par leur feuillage persistant, couleur de rouille sous les feuilles. En situation ombrée les feuilles sont plus grandes qu'au soleil[1]. Les inflorescences, mellifères, parfumées, en forme de grappes retombantes lui confèrent un aspect très exotique.